# Fairacres (Nuevo México)
Fairacres es un lugar designado por el censo ubicado en el condado de Doña Ana en el estado estadounidense de Nuevo México. En el Censo de 2010 tenía una población de 824 habitantes y una densidad poblacional de 150,78 personas por km².

## Geografía
Fairacres se encuentra ubicado en las coordenadas 32°18′17″N 106°50′12″O / 32.30472, -106.83667. Según la Oficina del Censo de los Estados Unidos, Fairacres tiene una superficie total de 5.46 km², de la cual 5.46 km² corresponden a tierra firme y (0%) 0 km² es agua.

## Demografía
Según el censo de 2010, había 824 personas residiendo en Fairacres. La densidad de población era de 150,78 hab./km². De los 824 habitantes, Fairacres estaba compuesto por el 79% blancos, el 0.61% eran afroamericanos, el 2.55% eran amerindios, el 0.12% eran asiáticos, el 0.24% eran isleños del Pacífico, el 12.62% eran de otras razas y el 4.85% pertenecían a dos o más razas. Del total de la población el 54.98% eran hispanos o latinos de cualquier raza.